# ثنائي إيثيل كاربامازين
ثنائي إيثيل كاربامازين أو دي إيثيل كاربامازين (بالإنجليزية: Diethylcarbamazine (DEC, N, N-diethyl-4-methyl-1-piperazine carboxamide))‏ هو مشتق صنعي للببيرازين يستعمل كمضاد للديدان لعلاج داء الخيطيات عند البشر والكلاب والقطط. اكتشف عن طريق Yellapragada Subbarow.
وهو مركب عضوي نوعي جداً للعديد من الطفيليات. وهو في قائمة منظمة الصحة العالمية للأدوية الأساسية كدواء رئيسي ضروري للنظام الصحي الأساسي.

## الاستعمالات الطبية
يستخدم لعلاج المرضى المصابين بداء الخيطيات. وهذا المرض يتضمن: داء الخيطيات اللمفاوي الناتج عن الإصابة بالفخرية البنكروفتية Wuchereria bancrofti والبروجية الملاوية Brugia malayiوالبروجية التيمورية Brugia timori، وفرط الحمضات الرئوية الاستوائية وداء اللوائيات.
لا يستخدم هذا الدواء في حالات داء كلابية الذنب الطفيلي، لأنه يسبب حكة شديدة لا تحتمل مترافقة مع الطفيليات الميتة تحت الجلد.
دي إيثيل كاربامازين هو الدعامة الأساسية في علاج المرضى المصابين بداء الخيطيات اللمفاوي وداء اللوائيات. وهو يستعمل للوقاية من الدودة القلبية عند الكلاب.
تنصح منظمة الصحة العالمية الآن بوصفه عند المرضى المصابين بالمكروفيلارية أو الطفيليات الخيطية وللسيطر ة على انتقال العدوى في المناطق الموبوءة بداء الخيطيات.

## موانع الاستخدام
التاريخ السابق للإصابة بمشاكل في القلب أو مشاكل في الجهاز الهضمي أو الحساسية.

## آلية التأثير
يثبط دي إيثيل كاربامازين استقلاب حمض الأراشيدي في المكروفيلارية، وهذايجعل المكروفيلارية عرضة للهجوم المناعي الفطري، لكنه لا يقتل الطفيلي فوراً.

## الأسماء التجارية
- Hetrazan
- Carbilazine
- Caricide
- Cypip
- Ethodryl
- Notézine
- Spatonin
- Filaribits
- Banocide Forte
- Eofil